# Pterolophia nigrocirculata
Pterolophia nigrocirculata là một loài bọ cánh cứng trong họ Cerambycidae.